# Arbeitsbereitschaft
Arbeitsbereitschaft ist im Arbeitsrecht die Zeit „wacher Aufmerksamkeit im Zustand der Entspannung“, in welcher der Arbeitnehmer am Arbeitsplatz anwesend sein und sich bereithalten muss, um die Tätigkeit sofort und ohne Fremdaufforderung aufzunehmen.

## Allgemeines
Die Arbeitsbereitschaft gehört zur Arbeitszeit, in welcher der Arbeitnehmer tatsächlich nicht arbeitet, jedoch am Arbeitsplatz oder der Arbeitsstätte anwesend sein muss, um jederzeit in den Arbeitsprozess eingreifen zu können. Sie ist abzugrenzen von dem Bereitschaftsdienst und der Rufbereitschaft, die noch weniger an Arbeitsleistung und Verfügbarkeit des Arbeitnehmers beinhalten. Arbeitsbereitschaft ist zum Beispiel die Wartezeit des Rettungsdienstfachpersonals zwischen zwei Einsätzen oder des Fernfahrers beim Be- oder Entladen des LKW.

## Rechtsfragen

### Öffentlich-rechtlicher Arbeitsschutz
Arbeitsbereitschaft ist Arbeitszeit im Sinne des öffentlich-rechtlichen Arbeitsschutzes. Das bedeutet vor allem, dass die Arbeitsbereitschaftszeit nicht geeignet ist, die nach dem ArbZG vorgeschriebenen Pausen und Ruhezeiten einzuhalten. Auch ist die Bereitschaftszeit zu berücksichtigen, wenn es um die Einhaltung der zulässigen Höchstarbeitszeiten geht.

### Individualarbeitsrechtliche Verpflichtung zur Leistung
Die Verpflichtung, Arbeitsbereitschaft zu leisten, kann sich aus dem Arbeitsvertrag, einer Betriebsvereinbarung oder einen Tarifvertrag ergeben. Gehört es zu einem bestimmten Berufsbild, dass regelmäßig Arbeitsbereitschaftszeiten anfallen, beinhaltet die Vereinbarung der Ausübung der Tätigkeit dieses Berufs auch die Verpflichtung, Arbeitsbereitschaft zu leisten. Im Übrigen dürfte die Anordnung von Arbeitsbereitschaft als solcher in den meisten Fällen noch durch das Direktionsrecht des Arbeitgebers gedeckt sein, nach dem der Arbeitgeber einen allgemein vereinbarten Inhalt der Arbeitsleistung durch Weisungen einseitig konkretisieren darf.
Problematischer ist, wenn die Arbeitsbereitschaft dazu führt, dass die regelmäßige Arbeitszeit überschritten wird. Dann stellt sich aber weniger die Frage, ob Arbeitsbereitschaft überhaupt zu leisten ist, sondern viel mehr, ob Überarbeit (Überstunden) geleistet werden muss. Probleme ergeben sich oft auch, wenn es um die Höhe der Vergütung für die Zeiten der Arbeitsbereitschaft geht.

### Vergütung von Arbeitsbereitschaft
Die Arbeitsbereitschaft stellt eine – wenn auch gegenüber der Voll-Arbeit verminderte – Leistung des Arbeitnehmers dar, so dass sich die Frage nach der Gegenleistung des Arbeitgebers, also nach der Vergütung stellt. Aus dem Umstand, dass die Arbeitsbereitschaft Arbeitszeit im Sinne des Arbeitsschutzrechts ist, folgt direkt noch kein Vergütungsanspruch.
Die Höhe der Vergütung richtet sich vielmehr nach der im Arbeits- oder Tarifvertrag getroffenen Vereinbarung. Eine Pauschalierung ist ebenso zulässig wie eine gegenüber der Vollarbeitszeit geringere Vergütung oder die Gewährung eines Freizeitausgleiches. Fehlt es an einer individuellen oder kollektiven Vereinbarung, so ist die Vergütungshöhe nach einer gegebenen Taxe, sonst nach dem Üblichen zu bestimmen (§ 612 Abs. 2 BGB). Eine Vereinbarung, dass Arbeitsbereitschaft zu einem sehr geringen Entgelt oder gar unentgeltlich zu leisten ist, kann wegen Sittenwidrigkeit nichtig sein, wenn zwischen Leistung und Gegenleistung ein auffälliges Missverhältnis besteht. In diesem Falle ist die übliche Vergütung zu leisten.

### Mitbestimmungsrechte des Betriebsrats
Betriebliche Regelungen zur Arbeitsbereitschaft unterliegen nach dem deutschen Betriebsverfassungsgesetz (BetrVG) der Mitbestimmung des Betriebsrates, soweit sie Fragen der Ordnung im Betrieb, den Beginn und das Ende der Arbeitszeit und die Verteilung der Arbeitszeit oder eine vorübergehende Verkürzung oder Verlängerung der betriebsüblichen Arbeitszeit betreffen (§ 87 Abs. 1 Satz 1 Nr. 1, 2 und 3 BetrVG). Der Betriebsrat hat auch einen Unterrichtungs- und Beratungsanspruch, denn die Planung von Arbeitsbereitschaften betrifft regelmäßig Fragen der Arbeitsorganisation. Schließlich gehört es zu den Aufgaben des Betriebsrates, darüber zu wachen, dass die zugunsten des Arbeitnehmers geltenden Rechtsvorschriften eingehalten werden. Der Betriebsrat hat auch insoweit einen Unterrichtungsanspruch, denn er kann zum Beispiel nur mit den Daten der Arbeitszeitaufzeichnungen des Arbeitgebers seiner gesetzlichen Aufgabe nachkommen und etwa die Einhaltung der vorgeschriebenen Mindestruhezeiten kontrollieren.

## Besonderheiten bei Fahrpersonal
Im Güter- und Personenfernverkehr gibt es viele Tätigkeiten, die eine Arbeitsbereitschaft erforderlich machen, zum Beispiel das Warten auf den Ab- und Beladehinweis direkt beim Kunden, die Beaufsichtigung während der Be- und Entladetätigkeiten, Kontrolle der Kühlaggregate oder die Beaufsichtigung des LKWs zum Zwecke der Diebstahlsicherung wertvoller Ladungen.
Für Fahrpersonal gelten zum Teil besondere Bestimmungen hinsichtlich der Arbeitsbereitschaft.

### Europäische Verordnung zu Lenk- und Ruhezeiten
Die Verordnung (EG) Nr. 561/2006 des Europäischen Parlaments und des Rates regelt die Lenk- und Ruhezeiten, die das Fahrpersonal im Personen- und Güterverkehr einzuhalten hat. Als Verordnung ist diese Rechtsvorschrift unmittelbar in allen EU-Staaten, also auch in Deutschland zu beachten. Soweit nach dieser Verordnung Ruhezeiten einzuhalten sind, können diese nicht durch Zeiten von Arbeitsbereitschaft erfüllt werden.

### Deutsches Arbeitszeitrecht
Das deutsche Arbeitszeitgesetz (ArbZG) enthält seit dem 1. September 2006 in § 21a ArbZG besondere Vorschriften für das Fahrpersonal.
Nach § 21a Abs. 3 ArbZG sind Bereitschaftszeiten, während deren sich der Arbeitnehmer am Arbeitsplatz oder an anderer Stelle zur Arbeitsaufnahme bereithalten muss, abweichend von den allgemeinen Bestimmungen nicht als Arbeitszeiten im Sinne des Arbeitszeitrechts anzusehen, wenn der Bereitschaftszeitraum und seine voraussichtliche Dauer im Vorhinein, spätestens aber unmittelbar vor Beginn der Bereitschaft bekannt ist. Auch keine Arbeitszeit ist bei sich abwechselnden Arbeitnehmern die Zeit, die der Arbeitnehmer während der Fahrt als Beifahrer oder in der Schlafkabine verbringt. Diese Zeiten sind damit bei der Berechnung der Höchstarbeitszeiten nicht hinzuzurechnen. Die Bereitschafts- und Beifahrerzeiten sind keine Ruhezeit. Während die Bereitschaftszeit auch nicht als Ruhepause angesehen werden darf, kann die Beifahrerzeit dagegen eine Ruhepause sein.

### Tarifsituation in Deutschland
Der für den Bereich des Güter- und Möbelfernverkehrs einschlägige Bundesmanteltarifvertrag für den Güter- und Möbelfernverkehr vom 14. Juli 1988 (BMT-Fernverkehr) wurde am 26. März 1992 zum 30. Juni 1992 gekündigt und gilt seitdem unmittelbar nur noch in solchen Arbeitsverhältnissen, die zu diesem Zeitpunkt bereits bestanden haben und auf die der Tarifvertrag unmittelbar anwendbar war, so genannte Nachwirkung des Tarifvertrags. Der BMT-Fernverkehr regelt u. a., welche Tätigkeiten eines Kraftfahrers als vergütungspflichtige Arbeitsleistungen anzusehen sind. Danach zählen neben den reinen Lenkzeiten u. a. Be- und Entladetätigkeiten und Arbeitsbereitschaftszeiten zur Arbeitszeit.
Der Tarifvertrag begründet also einen Anspruch auf Vergütung von Arbeitsbereitschaftszeiten. Obwohl diese Vorschriften nur noch Kraft Nachwirkung gelten, wird man dies jedoch als Indiz dafür werten können, dass die Leistung von Arbeitsbereitschaft nur gegen eine angemessene Vergütung erwartet werden kann. Die Arbeitsbereitschaft des Fahrpersonals ist also, auch wenn es dazu keine Vereinbarung gibt, nach § 612 BGB zu vergüten. Eine bestehende Vergütungsvereinbarung wird sich an den Grenzen der Sittenwidrigkeit messen lassen müssen.